# Koku
Koku (jap. 石 koku) – dwa rodzaje dawnej jednostki objętości, używanej w feudalnej Japonii: 
- (1) jednostka objętości równa ok. 180 litrom, używana zwłaszcza jako miara stałej, regularnej kwoty (koku-daka) wypłacanej w postaci ryżu jako wynagrodzenie, określająca wysokość plonów, służąca do obliczania wartości majątku; jednostka przeliczeniowa produktu rolnego[1][2];
- (2) jednostka objętości równa ok. 278 litrom. używana zwłaszcza jako miara dla drewna[3].